# Habitatge al carrer Major de Sant Jaume, 17 (Tortosa)
L'Habitatge al carrer Major de Sant Jaume, 17 és una obra del municipi de Tortosa (Baix Ebre) inclosa en l'Inventari del Patrimoni Arquitectònic de Catalunya.

## Descripció
Es tracta d'un habitatge entre mitgeres que fa angle en un extrem per l'eixample que fa el carrer al comunicar amb el del pintor Casanova. Consta de planta i dos pisos. En aquesta es combina tant la maçoneria com el maó de pla, tot cobert amb arrebossat bast i en un temps emblanquinat. A l'angle, com a reforç, hi ha grans carreus de pedra arenisca fins a l'alçada d'uns 2 m. A la planta s'inscriu la porta d'arc de mig punt, amb dovelles de mides regulars de pedra arenisca i llindar de pedra calcària. En el pis principal hi ha finestres grans i rectangulars, mentre a les golfes hi ha obertures petites i quadrades. La teulada és de doble vessant i presenta voladís poc accentuat en el lateral, que deixa veure la fusta de sosteniment de les teules, i teules-canal de terrissa a la façana. Representa la tipologia d'habitatge unifamiliar popular de principis del segle xx.

## Història
Es troba en el barri de Sant Jaume, que junt amb el de Remolins conformaven a l'edat mitjana el sector jueu de la ciutat. Possiblement en el lloc on es troba aquesta edificació és on en un principi hi havia el portal de l'Assoc, obert a la muralla que separava Remolins de la resta de Tortosa. L'actual c/ Cortadura, just enfront d'aquest habitatge, és el que correspon al traçat de la muralla del segle xiv esmentada.